# Saison 2010-2011 de Neuchâtel Xamax
Maillots
Chronologie
Saison précédente Saison suivante
Pour la saison 2010-2011, Neuchâtel Xamax joue en Axpo Super League.